# Departamento de Mayahi
Mayahi es un departamento situado en la región de Maradi, de Níger. En diciembre de 2012 presentaba una población censada de 557 186 habitantes. Su chef-lieu es Mayahi.
Se ubica en el centro de la región, y por el noreste limita con la región de Zinder.

## Subdivisiones
Está formado por ocho comunas, que se muestran asimismo con población de diciembre de 2012:
Comunas urbanas
- Mayahi (90 540 habitantes)

Comunas rurales
- Attantané (71 928 habitantes)
- El Allassane Maïreyrey (64 183 habitantes)
- Guidan Amoumoune (88 199 habitantes)
- Issawane (40 155 habitantes)
- Kanan-Bakaché (85 367 habitantes)
- Sarkin Haoussa (76 312 habitantes)
- Tchaké (40 502 habitantes)